# Tuchengzi (köpinghuvudort i Kina, Inner Mongolia Autonomous Region, lat 42,34, long 120,81)
Tuchengzi (kinesiska: 土城子, 土城子镇) är en köpinghuvudort i Kina. Den ligger i den autonoma regionen Inre Mongoliet, i den norra delen av landet, omkring 780 kilometer öster om regionhuvudstaden Hohhot. Antalet invånare är 16 253. Befolkningen består av 8 024 kvinnor och 8 229 män. Barn under 15 år utgör 14,0 %, vuxna 15-64 år 75 %, och äldre över 65 år 10,0 %.
Runt Tuchengzi är det ganska tätbefolkat, med 116 invånare per kvadratkilometer. Det finns inga andra samhällen i närheten. Trakten runt Tuchengzi består i huvudsak av gräsmarker.
Genomsnittlig årsnederbörd är 691 millimeter. Den regnigaste månaden är juli, med i genomsnitt 161 mm nederbörd, och den torraste är januari, med 2 mm nederbörd.